# حي المشنة (إب)
حي المشنة هو  أحد أحياء مديرية المشنه في محافظة إب اليمنية. يبلغ تعداد سكانه 61641 نسمة حسب التعداد السكاني في اليمن لعام 2004.